# SN 2004fm
SN 2004fm – supernowa typu Ia odkryta 11 października 2004 roku w galaktyce A232658-0937. W momencie odkrycia miała maksymalną jasność 22,50m.